# Jahmar Thorpe
Jahmar Thorpe (Morristown, 2 settembre 1984) è un cestista statunitense.